# Relaciones Cuba-Reino Unido
Las relaciones Cuba-Reino Unido se refiere a las relaciones bilaterales entre Cuba y Reino Unido.

## Comercio
En 1964, Cuba ordenó a diez locomotoras diésel-eléctricas similares a la Clase de Ferrocarril británica 47 de un fabricante británico.

## Cerca de la confrontación
Cuba y el Reino Unido tuvieron una confrontación cercana durante la guerra de las Malvinas en 1982. Fidel Castro ofreció apoyo militar a la junta militar argentina. Esto fue rechazado por el gobierno militar argentino, ya que no querían interrumpir las operaciones cubanas en la guerra civil angoleña.